# Порохонки
Порохонки (пол. Próchenki, Прухенкі) — село в Польщі, у гміні Ольшанка Лосицького повіту Мазовецького воєводства. Населення — 465 осіб (2011).

## Історія
1580 року вперше згадується православна церква в селі.
За даними етнографічної експедиції 1869—1870 років під керівництвом Павла Чубинського, у селі переважно проживали греко-католики, які розмовляли українською мовою.

## Населення
Демографічна структура станом на 31 березня 2011 року:
|          | Загалом | Допрацездатний вік | Працездатний вік | Постпрацездатний вік |
| -------- | ------- | ------------------ | ---------------- | -------------------- |
| Чоловіки | 228     | 34                 | 166              | 28                   |
| Жінки    | 237     | 56                 | 131              | 50                   |
| Разом    | 465     | 90                 | 297              | 78                   |